# ساترن
ساتورن (به لاتین: ساتورنوس) از خدایان بزرگ روم بود که خدای کشاورزی و برداشت محصول به‌شمار می‌آمد، و دوران سلطنت و فرمانروایی او، توسط جمع زیادی از نویسندگان رومی، به عنوان عصر طلایی وفور و برکت و فراوانی و صلح توصیف شده‌است. در دوران قرون وسطی وی به عنوان خدای رومی رقص، کشاورزی، عدالت و اقتدار، شناخته می‌شد. ساتورن درحالی‌که ابزاری به شکل داس در دست چپ خود و یک دسته گندم در دست راست خویش دارد، به تصویر کشیده شده‌است. مادر او ترا و پدرش کائلوس بود. وی در عصر کلاسیک با کرونوس، ایزد معروف یونانی، یکی شناخته شده و در نتیجه اسطوره‌شناسی مربوط به این دو تن از خدایان، به‌طور معمول با یکدیگر اختلاط حاصل کرده‌است.
همسر ساتورن، اوپس بود که برابر رومی رئا به‌شمار می‌آمد. ساتورن همچنین در میان سایر خدایان، پدر سرس، ژوپیتر، وریتاس، پلوتو و نپتون، محسوب می‌شد. ساتورن معبدی در میدان اصلی یا فوروم رم داشت که مشتمل بر خزانه داری سلطنتی بود. ساتورن هم با سیاره کیوان که ساتورن نیز خوانده می‌شود، و هم با روز شنبه یا همان Saturday، که به زبان لاتین dies Saturni، یا روز ساتورن نامیده می‌شود، همنام است.
ساتورن اغلب با کرونوس یونانی همسان شناخته شده‌است. در کتاب تئوگونیا یا همان تبارنامه خدایان که اثر هزیود است، شرحی اساطیری از نحوهٔ آفرینش جهان و به قدرت رسیدن زئوس [به‌عنوان خدای خدایان] ذکر شده‌است که بر اساس آن، کرونوس به عنوان فرزند اورانوس (که معادل یونانی کالئوس، خدای رومی می‌باشد)، به عنوان آسمان شناسانده شده و گایا (که معادل یونانی ترا می‌باشد)، نماد زمین معرفی شده‌است.
هسیود، از نخستین شاعران شورانگیز (راپسودی سرای) یونانی است که سروده‌های خویش را در حال دوره‌گردی می‌سرود، و احتمالاً در حدود سالهای ۷۰۰ پیش از میلاد مسیح زندگی می‌کرد. او می‌نویسد که کرونوس، ضمن اخته کردن و سرنگون ساختن پدرش، اورانوس، قدرت را قبضه نمود. با این حال، این موضوع نیز پیشگویی شده بود که یک روز پسری از پسران کرونوس وی را سرنگون خواهد ساخت و قدرت را به‌دست خواهد گرفت، و در نتیجه کرونوس تمامی فرزندان خود را، به محض به دنیا آمدن آنها، می‌بلعید تا از آنچه پیشگویی شده بود، جلوگیری نماید. همسر کرونوس که رئا نام داشت (و اغلب با اوپس، الهه رومی یکسان معرفی می‌شود)، ششمین فرزند خود یعنی همان زئوس را، در جزیره کرت مخفی کرد و به جای او، قطعه سنگ بزرگی را در پارچه قنداقی پیچید و به کرونوس سپرد؛ کرونوس بی‌درنگ آن را نیز بلعید. [در نتیجه زئوس زنده ماند]، زئوس بعد از آن که کرونوس و سایر تیتان‌ها را سرنگون نمود، به فرمانروای جدید و اعلای هستی و کیهان و کائنات تبدیل گردید.
در سنت‌ها و آداب و رسوم رومی، و در خاطرات باقی‌مانده از مردان عصر طلایی، در روزگاران اسطوره‌ای که ساتورن بر جهان حکم می‌راند، جشن بزرگی به نام ساتورنالیا یا جشن ساتورن یا جشن خدای زحل، در طول ماه‌های زمستان و در حوالی زمان انقلاب زمستانی برگزار می‌شد. مدت زمان برگزاری این جشن، در اصل فقط طی یک روز طولانی، و معمولاً در روز ۱۷ دسامبر بود، اما بعدها این جشن، برای زمانی حدود یک هفته به طول می‌انجامید. در طی ساتورنالیا (جشن خدای کیوان)، نقش ارباب و برده، معکوس می‌شد، از محدودیت‌های اخلاقی کاسته می‌گردید، و اصول و قواعد آداب معاشرت نادیده گرفته می‌شدند. تصور می‌شود که از میان جشنواره‌های کهن، جشن ساتورنالیا و لوپرکالیا را بتوان ریشه و سر منشاء سال کارناوال دانست.

## شرح بیشتر

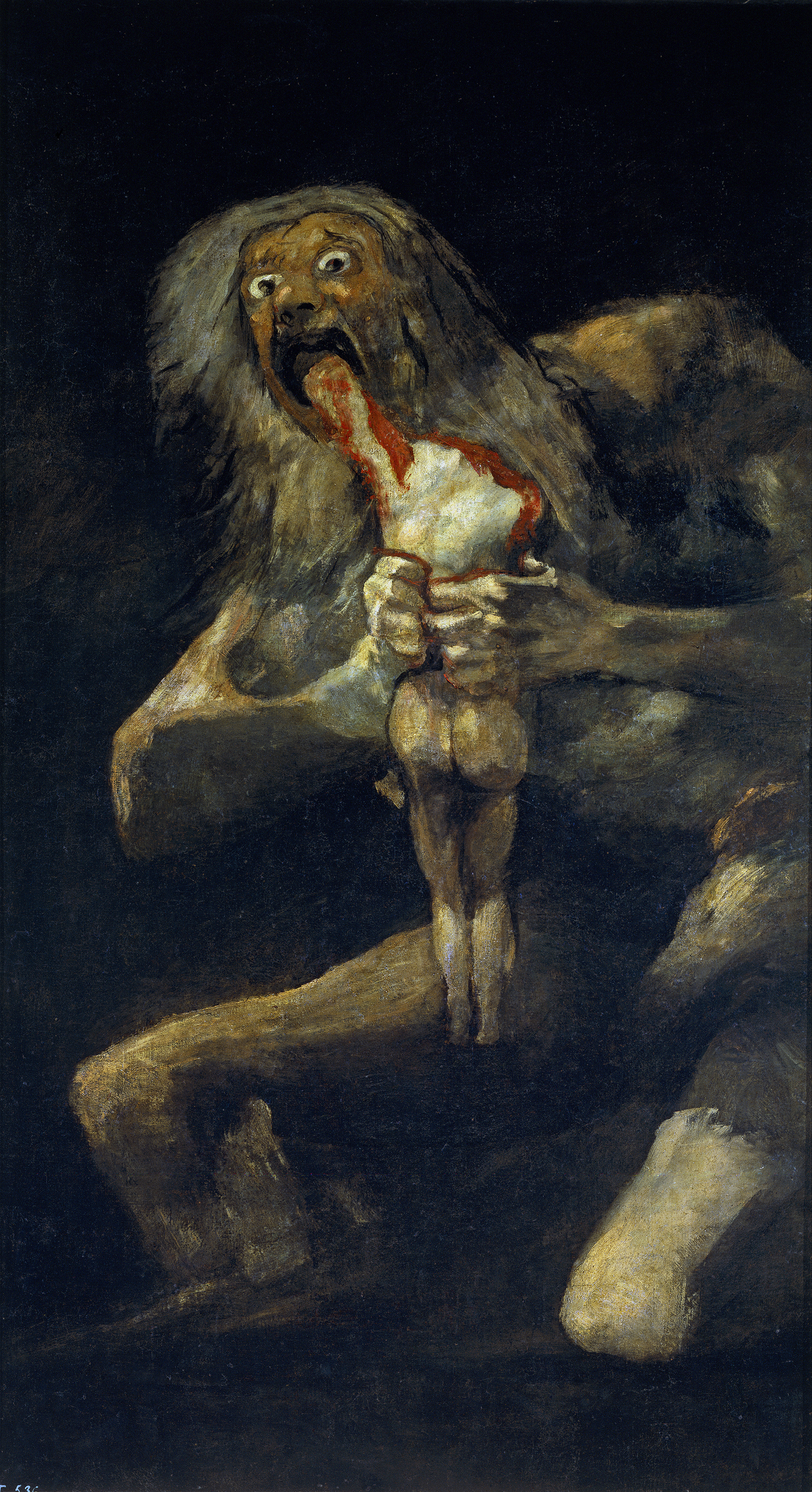
ساتورن پسرش را با ولع می‌خورد، تابلوی نقاشی از گویا که در حدفاصل سالهای ۱۸۱۹ تا ۱۸۲۳ ترسیم شده‌است

ساتورن یک خدای کهن کشاورزی در رابطه با کاشت بذرها و فراوانی محصول بود. نام او شاید از ساتر به معنای برزگر، یا ساتور به معنای انباشته یا کنده کاری شده ریشه گرفته باشد.
در دوران‌های اولیه، همسر آیینی او، ایزدبانوی آتش، لوآ یا همان لوئس، به معنای آفت یا نابودی بود و بعدها وقتی به دلایل نه چندان مشخص و روشنی با کرونوس همسان شناخته شد، او را با رئا که همان الوهیت زمین بود، پیوند دادند.
پرستشگاه ساتورن در تپه کاپیتول قرار داشت و خزانه کشور و نیز بیرق‌ها و نشان‌های لژیون‌ها، هنگامی‌که در جنگ نبودند، در آنجا نگهداری می‌شد. دور پاهای مجسمه آن ایزد، نوارهای پشمین پیچیده بودند تا مانع از فرار او شوند. یک جنبهٔ غیرعادی آیین پرستش ساتورن این بود که پرستندگان با سر برهنه و بدون پوشش سر برای او قربانی می‌کردند.
ساتورنالیا بزرگترین جشن مربوط به این ایزد (ساتورن) بود که در ماه دسامبر برگزار می‌شد.

## نکات دیگر
ساتورن از ایزدان کهن ایتالیایی بود که بعدها با کرونوس یکی شد. قلمرو فرمانروایی این خدا در لاینوم بود و او را از خدایان عصر طلایی می‌پنداشتند. در منطقه پونیک نیز، ساتورن را با بعل که یکی از خدایان اساطیری خاور نزدیک بود، یکی می‌دانستند.
در روایتی از روایات کهن آمده‌است که ساتورن پسر ژوپیتر از یونان رانده شد و ژانوس پس از رانده شدن ساتورن از یونان او را به گرمی پذیرفت و به هنگامی که ژانوس بر ژانیکول فرمان می‌راند، شهریاری منطقه‌ای در ارتفاعات کاپیتول را به ساتورن واگذار نمود.
مراسم جشن و رقص سالی، یا رقص پر جست و خیز کاهنان، که در حقیقت رسم جنگی گروه مذهبی رومی بود، نه فقط با مارس، خدای جنگ، که با ساتورن، خدای کشت و زرع نیز پیوند داشت.
ساتورن معمولاً با یک داس یا با خوشه‌های گندم به تصویر کشیده می‌شد.